# Картер, Дин
Дин Филипп Картер (р. 30 августа 1955 год) — американский серийный убийца. Доказано, что он виновен в убийстве как минимум 5 женщин. Его детство было непростым. Дин родился в городе Ном, Аляска. Он был внебрачным ребёнком. В детстве вёл асоциальный образ жизни. Совершал многочисленные кражи. Имел несколько судимостей за это. Работал в телестудии внештатным оператором.
Был женат, у него есть двое сыновей-близнецов. В 1984 году в течение 4 дней (с 10 по 14 апреля) убил 5 женщин. За эти преступления он был приговорён к смертной казни. Он ведёт довольно активный образ жизни в тюрьме. Он неоднократно утверждал, что невиновен, а улики против него сфальсифицированы. Он также основал собственный веб-сайт, на котором рассуждает об основах американского правосудия, и утверждает, что не виновен в убийствах. По состоянию на февраль 2019-го года, 63-летний Дин Филипп Картер продолжает ожидать исполнения смертной казни в камере смертников тюрьмы Сан-Квентин. В заключении Картер находится с 20 декабря 1984 года.